# Call Me (Blondie)
Call Me is een nummer van de Amerikaanse band Blondie. Het nummer werd geschreven door frontvrouw Debbie Harry, samen met Giorgio Moroder, die ook de productie voor zijn rekening nam. In januari 1980 werd het uitgebracht als single en voor de soundtrack van de film American Gigolo.

## Achtergrond
Het nummer werd gecomponeerd door de Italiaanse producer Moroder, die was ingehuurd om muziek te maken voor de film. Hij had eerst Stevie Nicks van Fleetwood Mac in gedachten om de tekst te schrijven en de vocalen te leveren. Zij had net een nieuw contract getekend bij haar platenmaatschappij en moest dit aanbod zodoende afwijzen. Hierop kwam Moroder uit bij Harry, die een instrumentale versie genaamd Man Machine voorgeschoteld kreeg. In een paar uur tijd schreef ze de tekst vanuit het oogpunt van de hoofdpersoon van de film, een mannelijke prostituee.
Call Me werd naast American Gigolo in meer films gebruikt. Ook in Partners, Bride of Chucky, Zoolander, For the Love of Money en Pitch Perfect 3 was het te horen. Ook was het een van de beschikbare nummers in het videospel Just Dance 2. Dit nummer inspireerde U2 bij het maken van het nummer Atomic City, waardoor Harry en Moroder ook daar schrijverscredits kregen.

## Hitnoteringen en prijzen
Call Me bereikte in drie landen de eerste plek van de nationale hitlijst. Hier stond het zes weken in Canada, één week in UK Singles Chart en zes weken in de Billboard Hot 100. Ook in Ierland, Noorwegen, Zuid-Afrika, Finland, Zweden, Zwitserland, Australië, Oostenrijk, Nieuw-Zeeland en Vlaanderen bereikte het de top tien. Dit geldt ook voor de Nederland, waar het zeven weken genoteerd stond met een negende plaats als hoogste notering.
Tijdens de Grammy Awards van 1981 werd het nummer genomineerd voor Best Rock Performance by a Duo or Group with Vocal. Deze prijs werd uiteindelijk niet gewonnen, want hij ging naar Against the Wind van Bob Seger & The Silver Bullet Band.

### Nederlandse Top 40
| Hitnotering: 10-05-1990 t/m 21-06-1990 | Hitnotering: 10-05-1990 t/m 21-06-1990 | Hitnotering: 10-05-1990 t/m 21-06-1990 | Hitnotering: 10-05-1990 t/m 21-06-1990 | Hitnotering: 10-05-1990 t/m 21-06-1990 | Hitnotering: 10-05-1990 t/m 21-06-1990 | Hitnotering: 10-05-1990 t/m 21-06-1990 | Hitnotering: 10-05-1990 t/m 21-06-1990 | Hitnotering: 10-05-1990 t/m 21-06-1990 | Hitnotering: 10-05-1990 t/m 21-06-1990 |
| Week:                                  | 1                                      | 2                                      | 3                                      | 4                                      | 5                                      | 6                                      | 7                                      |                                        |                                        |
| -------------------------------------- | -------------------------------------- | -------------------------------------- | -------------------------------------- | -------------------------------------- | -------------------------------------- | -------------------------------------- | -------------------------------------- | -------------------------------------- | -------------------------------------- |
| Positie:                               | 26                                     | 16                                     | 12                                     | 9                                      | 13                                     | 16                                     | 36                                     | uit                                    |                                        |